# Montes de Ordunte
Montes de Ordunte är en bergskedja i Spanien. Den ligger i den norra delen av landet, 300 km norr om huvudstaden Madrid.